# Pathping
pathping – polecenie systemu Microsoft Windows (NT, 2000, XP, 7, 8, 10, 8.1 oraz Vista) łączące funkcjonalność polecenia ping oraz traceroute. Na początku ustalana jest trasa między dwoma hostami, a następnie pingowany jest każdy z węzłów na tej trasie. Przewagą tego narzędzia jest to, iż nie tylko ustala trasę, ale również dostarcza statystyki podobne do tych, które dostarcza ping. Wadą programu jest zazwyczaj długie obliczanie statystyk (ponad 5 minut, dla wyjątkowo odległych serwerów czas może nawet wzrosnąć jeszcze bardziej).
Przykładowa sesja śledzenia trasy do serwera pl.wikipedia.org:
```
Śledzenie trasy do rr.pmtpa.wikimedia.org [207.142.131.214]
z maksymalną liczbą 30 przeskoków:
  0  h4ck-o21ala45y4.dolsat.pl [82.177.158.209]
  1  h-82-177-158-129.dolsat.pl [82.177.158.129]
  2  h-81-15-194-1.dolsat.pl [81.15.194.1]
  3  213.172.182.253
  4  213.172.182.201
  5  pos-13-0.frappe1.net.telenergo.pl [213.172.191.45]
  6  t2a4-ge5-1.de-fra.eu.bt.net [166.49.147.149]
  7  so-8-0.hsa1.Frankfurt1.Level3.net [212.162.47.109]
  8  ae-0-52.bbr2.Frankfurt1.Level3.net [4.68.118.34]
  9  as-1-0.mp1.Miami1.Level3.net [64.159.0.1]
 10  as-0-0.mp2.Tampa1.Level3.net [209.247.11.198]
 11  ae-13-53.car3.Tampa1.Level3.net [4.68.104.75]
 12  level3-co1.tpax.as30217.net [4.71.0.10]
 13  e1-1.dr1.tpax.as30217.net [84.40.24.22]
 14  gi0-50.csw1-pmtpa.wikimedia.org [64.156.25.242]
 15  rr-214.pmtpa.wikimedia.org [207.142.131.214]
Wyliczanie statystyk dla 375 sekund...
            Źródło   Ten węzeł/Łącze
Przeskok  RTT    Zgubione/wysłane = Pct  Zgubione/wysłane = adres Pct
  0                                           h4ck-o21ala45y4.dolsat.pl [82.177.158.209]
                                0/ 100 =  0%   |
  1    0ms     0/ 100 =  0%     0/ 100 =  0%  h-82-177-158-129.dolsat.pl [82.177.158.129]
                                0/ 100 =  0%   |
  2    0ms     2/ 100 =  2%     2/ 100 =  2%  h-81-15-194-1.dolsat.pl [81.15.194.1]
                                0/ 100 =  0%   |
  3    3ms     0/ 100 =  0%     0/ 100 =  0%  213.172.182.253
                                0/ 100 =  0%   |
  4    4ms     0/ 100 =  0%     0/ 100 =  0%  213.172.182.201
                                0/ 100 =  0%   |
  5   23ms     1/ 100 =  1%     1/ 100 =  1%  pos-13-0.frappe1.net.telenergo.pl [213.172.191.45]
                                0/ 100 =  0%   |
  6   22ms     0/ 100 =  0%     0/ 100 =  0%  t2a4-ge5-1.de-fra.eu.bt.net [166.49.147.149]
                                0/ 100 =  0%   |
  7   38ms     0/ 100 =  0%     0/ 100 =  0%  so-8-0.hsa1.Frankfurt1.Level3.net [212.162.47.109]
                                0/ 100 =  0%   |
  8   41ms     0/ 100 =  0%     0/ 100 =  0%  ae-0-52.bbr2.Frankfurt1.Level3.net [4.68.118.34]
                                0/ 100 =  0%   |
  9  143ms     0/ 100 =  0%     0/ 100 =  0%  as-1-0.mp1.Miami1.Level3.net [64.159.0.1]
                                0/ 100 =  0%   |
 10  148ms     0/ 100 =  0%     0/ 100 =  0%  as-0-0.mp2.Tampa1.Level3.net [209.247.11.198]
                                0/ 100 =  0%   |
 11  148ms     1/ 100 =  1%     1/ 100 =  1%  ae-13-53.car3.Tampa1.Level3.net [4.68.104.75]
                                0/ 100 =  0%   |
 12  142ms     0/ 100 =  0%     0/ 100 =  0%  level3-co1.tpax.as30217.net [4.71.0.10]
                                0/ 100 =  0%   |
 13  143ms     0/ 100 =  0%     0/ 100 =  0%  e1-1.dr1.tpax.as30217.net [84.40.24.22]
                                0/ 100 =  0%   |
 14  ---     100/ 100 =100%   100/ 100 =100%  gi0-50.csw1-pmtpa.wikimedia.org [64.156.25.242]
                                0/ 100 =  0%   |
 15  141ms     0/ 100 =  0%     0/ 100 =  0%  rr-214.pmtpa.wikimedia.org [207.142.131.214]
Śledzenie zakończone.
```